# 花和銀吾
花和 銀吾（はなわ ぎんご、1894年 - 1957年3月16日）は、日本の写真家である。東京生まれ。

## 経歴
1917年、東京帝国大学法学部卒業。大阪住友倉庫に入社。1928年、小石清らが所属した浪華写真倶楽部に入会し、会社員と写真家を兼業したほか、語学に長けていたことから海外の写真関連文献の翻訳紹介も行った。芦屋カメラクラブにも所属。
1938年（1937年とする資料もある）には、樽井芳雄（たるい・よしお、Yoshio TARUI、1902年-1977年）、本庄光郎（ほんじょう・こうろう、Kōrō HONJŌ、1907年-1995年）、平井輝七、服部義文（はっとり・よしふみ、Yoshifumi HATTORI、生没年不詳）、村田米太郎（むらた・よねたろう、 Yonetaro MURATA、1907年-1943年?）、小林基和らとともに「アヴァンギャルド造影集団」を創設。理論的指導者として活動。制作活動としては、海外のダダ、シュルレアリスム等の影響も受けた前衛的な写真作品（ソラリゼーションやコラージュも含む）を残した。
戦後も活動し、浪華写真倶楽部の再建にも尽力した。

## 代表作
- 複雑なる想像（1938年、かつては「創造主の機械観」とも呼ばれた）39.2×45.2cm
  - 大阪中之島美術館所蔵
  - [2]9ページに掲載されている最後の作品
  - 日本写真全集第3巻の表紙にも使われている
  - 日比嘉高は、機械と人間との境界領域を問題化するテクストの中でも最も輝かしい達成を示していると評価している[3]。

## 作品が出品された展覧会
- 日本の写真1930年代展（神奈川県立近代美術館、1988年）
- 日本のシュールレアリスム（名古屋市美術館、1990年）
- コラージュとフォトモンタージュ（東京都写真美術館、2006年）[4]

## Books
花和の記載ページ
- 日本写真家事典（東京都写真美術館・執筆監修、淡交社、2000年）353ページ
- 日本の写真家　近代写真史を彩った人と伝記・作品集目録（監修・東京都写真美術館、日外アソシエーツ、2005年）327-328ページ